# شمس الدين سامي فراشري
شمس الدين سامي فراشري (1266 - 1322 هـ / 1850 - 1904 م) هو كاتب ولغوي ألباني عثماني. وهو أخ الأديب نعيم فراشري.
تعلم من اللغات اليونانية والرومانية والفرنسية والإيطالية والتركية والعربية والفارسية. يعتبر الفراشري من أوائل من طرح بشكل علني التخلي عن الحروف العربية في كتابة اللغة التركية، ووضع أبجدية لاتينية تركية، غير أنه تراجع عن رأيه هذا لاحقا.

## آثاره

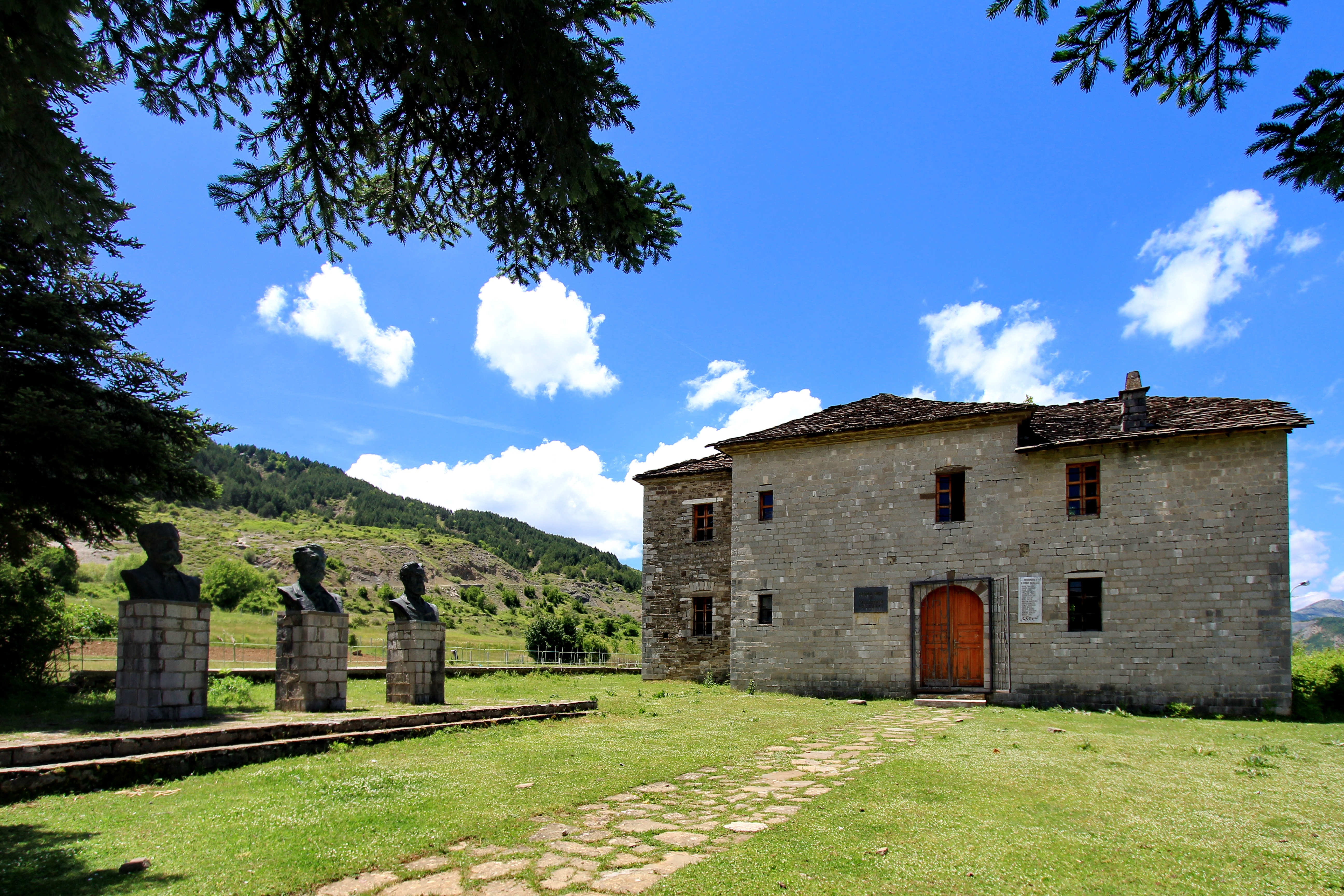
شقة الأخوة الفراشري

يشتهر بمعجمه، «قاموس فرنسوي» الفرنسي ـ التركي، والتركي ـ الفرنسي. له أيضا «قاموس الأعلام» في ستة مجلدات، ثم «قاموس تركي» في جزءين.

## معرض صور

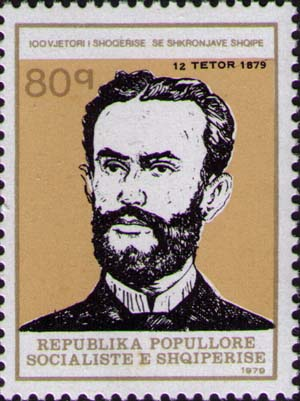
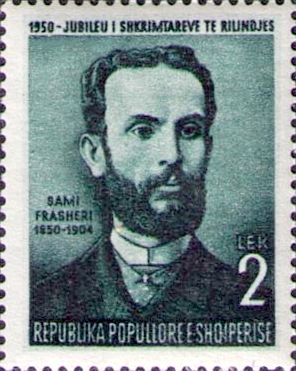
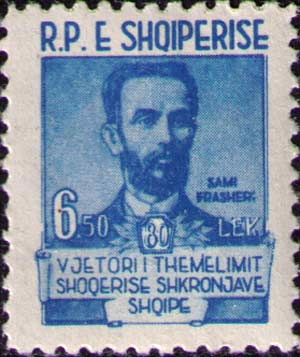

## روابط خارجية
- شمس الدين سامي فراشري على موقع الموسوعة البريطانية (الإنجليزية)